# Vučkovica, Lučani
Vučkovica (izvirno srbsko Вучковица) je naselje v Srbiji, ki upravno spada pod Občino Lučani; slednja pa je del Moraviškega upravnega okraja.

## Demografija
V naselju živi 357 polnoletnih prebivalcev, pri čemer je njihova povprečna starost 45,0 let (43,5 pri moških in 46,6 pri ženskah). Naselje ima 136 gospodinjstev, pri čemer je povprečno število članov na gospodinjstvo 3,26.
To naselje je, glede na rezultate popisa iz leta 2002, večinoma srbsko, a v času zadnjih treh popisov je opazno zmanjšanje števila prebivalcev.
|  |

| Demografija | Demografija     | Demografija     |
| Leto        | Št. prebivalcev | Št. prebivalcev |
| ----------- | --------------- | --------------- |
|             |                 |                 |
|             |                 |                 |
|             |                 |                 |
|             |                 |                 |
| 1948        | 743             |                 |
| 1953        | 811             |                 |
| 1961        | 769             |                 |
| 1971        | 731             |                 |
| 1981        | 587             |                 |
| 1991        | 488             | 486             |
| 2002        | 457             | 443             |
|             |                 |                 |

| Etnična sestava po popisu iz leta 2002 | Etnična sestava po popisu iz leta 2002 | Etnična sestava po popisu iz leta 2002 | Etnična sestava po popisu iz leta 2002 | Etnična sestava po popisu iz leta 2002 |
| -------------------------------------- | -------------------------------------- | -------------------------------------- | -------------------------------------- | -------------------------------------- |
| Srbi                                   | Srbi                                   |                                        | 438                                    | 98,87%                                 |
| Črnogorci                              | Črnogorci                              |                                        | 1                                      | 0,22%                                  |
| Neznano                                | Neznano                                |                                        | 4                                      | 0,90%                                  |